# Vriesea simplex
Vriesea simplex är en gräsväxtart som först beskrevs av Vell., och fick sitt nu gällande namn av Johann Georg Beer. Vriesea simplex ingår i släktet Vriesea och familjen Bromeliaceae. Inga underarter finns listade i Catalogue of Life.